# Only You (canción de Toto)
«Only You» es el Segundo Sencillo de la banda Toto para su álbum Kingdom of Desire de 1992. Fue una de las últimas canciones que grabó Toto con Jeff Porcaro.

## La canción
Esta canción también, al igual que la canción anterior Don't Chain My Heart, fue escrita por todos los miembros de la banda, 26 de febrero de 1991. No tuvo un éxito de ventas, pero como canción fue aclamada por la crítica. Como invitado en la grabación que se encuentra Joe Porcaro, el padre de Jeff, quien se encuentra tocando la percusión.

## Videoclip
El video muestra a Steve Lukather como el protagonista, que se encuentra a una chica en un lugar casi paradisíaco (Que en cierto modo recuerda Villa Jovis en Capri).

## Lista de canciones

### 7" single
1. "Only You" - 4:00
2. "Gypsy Train" - 6:45

### CD Maxi Simple
1. "Only You" - 4:00
2. "Gypsy Train" - 6:45
3. "The Seventh One" - 6:21